# Kanton Bobigny
Kanton Bobigny (fr. Canton de Bobigny) je francouzský kanton v departementu Seine-Saint-Denis v regionu Île-de-France. Tvoří ho pouze město Bobigny.